# VIII (альбом)
VIII — восьмой студийный альбом группы «Мастер», выпущен 23 сентября 2010 года в формате digibook на лейбле CD-Maximum.

## Об альбоме
VIII записан на студии группы (кроме инструментальной композиции Кирилла Покровского «Восьмая дверь», записанной им на его студии в Бельгии).
Песня «Они как мы» представляет собой русскоязычный вариант композиции «They are just like us» (текст О. Горбунова), записанной на четвёртом (англоязычном) альбоме группы под названием «Maniac Party». Русский текст принадлежит Маргарите Пушкиной.
Маргарита Пушкина написала большую часть песен для этого альбома:

Работа над текстами для нового альбома группы была не совсем обычной. Все-таки, если честно, я рассчитывала на помощь знакомых мне людей, которые умеют делать ЭТО — сочинять на «рыбы». Брать всю ответственность на себя мне не хотелось, так как продолжалась история с написанием текстов для группы Кипелов, появился новый материал от Виталия Дубинина… Но, увы, надежды мои не оправдались. Да, варианты несколькими людьми были написаны, но не одобрены Аликом Грановским и К*. Приятное исключение составил текст Виталия Белова «Рубите мачты». Пришлось включать собственные «скрытые» резервы. <…> Давно хотелось написать что-нибудь на злобу дня, выплеснуть свои эмоции по поводу происходящего вокруг. Оказалось, что во многом точки зрения на реальность у нас с Грановским совпадают <…> горжусь текстами «Большой Брат», «Воздух», «Суд идёт»… Кстати, тема «Суда…» была подсказана Грановским. <…> Работалось с «мастерами» легко, ибо концепция была четко очерчена, давления со стороны музыкантов никакого не было.
24 и 25 сентября группа провела две автограф-сессии в рамках выставки «МУЗЫКА-МОСКВА-2010», во время которых можно было приобрести новый диск и получить автографы музыкантов. Презентация альбома прошла в Москве и Санкт-Петербурге.

## Список композиций
Все тексты написаны Маргаритой Пушкиной, кроме отмеченных, вся музыка написана Аликом Грановским, кроме отмеченных.
| №   | Название                             | Текст песни      | Музыка                  | Длительность |
| --- | ------------------------------------ | ---------------- | ----------------------- | ------------ |
| 1.  | «Восьмая дверь» (Intro)              | —                | Кирилл Покровский       | 1:03         |
| 2.  | «Замри!»                             |                  |                         | 4:02         |
| 3.  | «Бульдозер»                          |                  | Андрей Смирнов          | 4:59         |
| 4.  | «Суд идёт»                           |                  |                         | 6:18         |
| 5.  | «Большой Брат»                       |                  |                         | 4:15         |
| 6.  | «Воздух»                             |                  |                         | 4:55         |
| 7.  | «Стальная дверь»                     |                  |                         | 3:37         |
| 8.  | «Человек-саранча»                    | Пушкина, В.Белов | Леонид Фомин            | 5:11         |
| 9.  | «Рубите мачты!»                      | В.Белов          | Алексей Кравченко       | 3:50         |
| 10. | «Берег иллюзий» (бас-соло)           | —                |                         | 2:04         |
| 11. | «Kings of rock-n-roll (RU)»          |                  | Олег Ховрин, Грановский | 5:08         |
| 12. | «Они как мы» (бонус)                 |                  |                         | 5:51         |
| 13. | «Kings of rock-n-roll (ENG)» (бонус) | Ховрин           | Ховрин, Грановский      | 3:37         |
| 14. | «Начало восьмого» (бонус)            | —                |                         | 1:05         |

## Участники записи
- Алексей «Lexx» Кравченко — вокал
- Андрей Смирнов  — гитара, акустическая гитара
- Леонид Фомин — гитара (8), соло-гитара (11-13)
- Алик Грановский — бас-гитара, клавишные
- Олег «Кобра» Ховрин — ударные

### Сессионные участники
- Кирилл Покровский — клавишные (1, 7)
- Александр «Гипс» — ударные (2, 4)
- Андрей «Крустер» Лебедев — звукорежиссёр
- Продюсеры: А. Грановский, А. Лебедев, Lexx.
- Ответственный продюсер - Алик Грановский.